# Chionaema amelaena
Chionaema amelaena là một loài bướm đêm thuộc phân họ Arctiinae, họ Erebidae.